# 守田佳子
守田 佳子（もりた けいこ、1962年 - ）は、日本出身、オーストラリア在住の日本近代史学者。シドニー工科大学講師。

## 経歴
兵庫県神戸市生まれ。1987年神戸女学院大学大学院日本文化学専攻修士課程修了、以後6年間、上海旅遊高等専科学校、山東大学、シンガポール国立大学、政府経済発展局附属学校で教える。
1995年英国ハル大学大学院経営学部経営システム科学学科博士課程修了、Ph.D.。1997年シドニー工科大学講師。

## 著書
- 『オーストラリアの風 南半球の実験室』開成出版、2000
- 『奥村五百子 明治の女と「お国のため」』太陽書房、2002
- 「シリーズ愛国婦人会」太陽書房

1　愛国婦人会の設立と確立、2007
2　社会活動を行う愛国婦人会、2007
3－1　大衆化する愛国婦人会 満州事変と機構改変、2008
3－2　大衆化する愛国婦人会 会員の増加と総会、2008
3－3　大衆化する愛国婦人会 運動と活動、2009
4－1　戦時体制下の愛国婦人会 愛国婦人会の時局認識と会員、2010
4－2　戦時体制下の愛国婦人会 戦時体制と愛国婦人会の対応、2011

## 参考
- 『奥村五百子』著者紹介